# Christian Doppler Forschungsgesellschaft
Die Christian Doppler Forschungsgesellschaft (CDG) ist ein gemeinnütziger Verein zur Förderung innovativer wissenschaftlicher Forschung, insbesondere auf den Gebieten der Naturwissenschaften, der Technik, der Medizin, der Ökonomie und deren gesellschaftlicher Auswirkungen mit Sitz in Wien. Sie ist im Auftrag der öffentlichen Hand für die Abwicklung der Christian Doppler Labors und Josef Ressel Zentren zuständig. Die Förderung zielt auf anwendungsorientierte Grundlagenforschung ab.

## Geschichte und Organisation
Im Jahr 1988 wurde die Organisation unter dem Namen Christian Doppler Gesellschaft als Teil der Österreichischen Industrieholding AG (ÖIAG) gegründet. Namensgeber war der österreichische Mathematiker und Physiker Christian Andreas Doppler (* 29. November 1803 in Salzburg; † 17. März 1853 in Venedig).
Ziel war die Einrichtung von Forschungseinheiten, die auf hohem Niveau Grundlagenforschung betreiben sollten. Die Finanzierung erfolgte zu diesem Zeitpunkt durch die Konzernleitung. Durch die Umstrukturierung der ÖIAG im Jahr 1993 musste auch die CDG reformiert werden. Im Jahr 1995 wurde die CDG als gemeinnütziger Verein gegründet und wanderte in die Zuständigkeit des Bundesministeriums für wirtschaftliche Angelegenheiten. 
Mitglieder des Vereins sind forschungsaktive Unternehmen, die in CD-Labors oder JR-Zentren mitwirken. Im Rahmen einer Public Private Partnership finanzieren die Unternehmen gemeinsam mit dem Bundesministerium für Digitalisierung und Wirtschaftsstandort und der Nationalstiftung für Forschung, Technologie und Entwicklung die Forschung der CD-Labors und JR-Zentren. 
Der Verein setzt sich aus den folgenden Organen zusammen: Generalversammlung, Kuratorium, Senat und Generalsekretariat. In der Generalversammlung sind alle Mitgliedsunternehmen der CDG vertreten. Das Kuratorium stellt das Entscheidungs- und Leitungsgremium des Vereins dar. Der Senat steht zur wissenschaftlichen Beratung zur Verfügung. Das Generalsekretariat dient als zentrale Anlaufstelle für Unternehmen, Forschungseinrichtungen und öffentliche Fördergeber. 
Seit 1. Juli 2019 hält Martin Gerzabek die Funktion des Präsidenten der CDG inne.

## Fördermodelle
Die Christian Doppler Forschungsgesellschaft bietet folgende Förderprogramme an:
- Christian Doppler Labors
- Josef Ressel Zentren

Christian Doppler Labors sind wissenschaftliche Forschungsinstitute an österreichischen Universitäten, die jeweils zur Hälfte durch die öffentliche Hand und Unternehmen finanziert werden. Josef Ressel Zentren stellen das Analogon dazu an österreichischen Fachhochschulen dar. Sie werden seit 2012 durch die Christian Doppler Forschungsgesellschaft gefördert.